# 帕克山 (伊麗莎白公主地)
帕克山是南極洲的山峰，位於伊麗莎白公主地，處於韋斯特福爾山脈東部，海拔高度超過135米，以戴維斯站的醫生命名，現時由南極條約體系管理。
68°31′S 78°26′E / 68.517°S 78.433°E